# Örvös csóka
Az örvös csóka (Coloeus dauuricus) a madarak (Aves) osztályának verébalakúak (Passeriformes) rendjébe, ezen belül a varjúfélék (Corvidae) családjába tartozó faj.

## Rendszertani besorolása
Az újabb DNS-vizsgálatok bebizonyították, hogy az örvös csókának a legközelebbi rokona, az eurázsiai elterjedésű csóka (Coloeus monedula); e két madár pedig az egykoron egységes Corvus madárnemnek az egyik korai elágazását képviselték. Korábbi elképzelések szerint - elképzelések melyek később tényekké váltak - e két csóka annyira különbözik a többi Corvus-fajtól, hogy nekik egy külön nemet, a Coloeust kéne megalkotni – újabban az alnemként használt taxont önálló nemi szintre emelték.

## Előfordulása
Az örvös csóka előfordulási területe Kelet-Szibéria déli részétől, egész Mongólián és Kína nagy részén keresztül a Koreai-félszigetig tart. Az északibb állományok télen délre vonulnak. Japánban ritka téli vendég, míg Tajvanon és Nyugat-Európában igen ritka vendég; eddig csak néhányszor vették észre.

## Megjelenése
Körülbelül akkora vagy tán valamivel kisebb, mint a csóka; testhossza 32 centiméter. Az örvös csóka testarányai és viselkedése megegyezik az eurázsiai rokonáéval. A különbséget a tollazat adja; a legtöbb felnőttnek – de nem az összesnek –, a torkától a begyéig, valamint a vállai és a tarkója alatt krémfehér széles sávozás látható. A feje, torka, szárnyai és farktollai fényesen feketék, míg a fültájéka világosabb szürke. A sötétebb felnőttek és a fiatalok jobban hasonlítanak a csókára, bár a szibériai fajnak a szivárványhártyája nem világos szürke, hanem fekete. Az egyetlen másik tarka közeli rokona az elterjedési területen, a kínai nyakörves varjú (Corvus torquatus), amely azonban jóval nagyobb az örvös csókánál, körülbelül akkora, mint a kormos varjú (Corvus corone), tehát a két varjúfélét nemigen lehet összetéveszteni.

## Életmódja
A ritkás erdőket, a folyóvölgyeket és a nyílt domb- és hegyoldalakat kedveli élőhelyül. Társas madárfaj, mely csapatokba verődik; gyakran a vetési varjakkal (Corvus frugilegus) társul. Az étlapja megegyezik a másik Coloeus nembéliével; vagyis gabonából, rovarokból, gyümölcsökből, tojásokból, döghúsból és ürülékből tevődik össze.

## Szaporodása
Ha nincsenek faodvak, sziklamélyedések és leromlott házak a térségben, akkor fészkét faágak közé rakja, bár ezt csak utolsó megoldásként. A csókához hasonlóan a fészekaljban általában öt darab, barnán pettyezett, világoskék vagy kékeszöld színű tojás van. A tojásokat a tojó költi ki. A kis csókák, körülbelül 4-5 hetesen válnak röpképessé.

## Képek

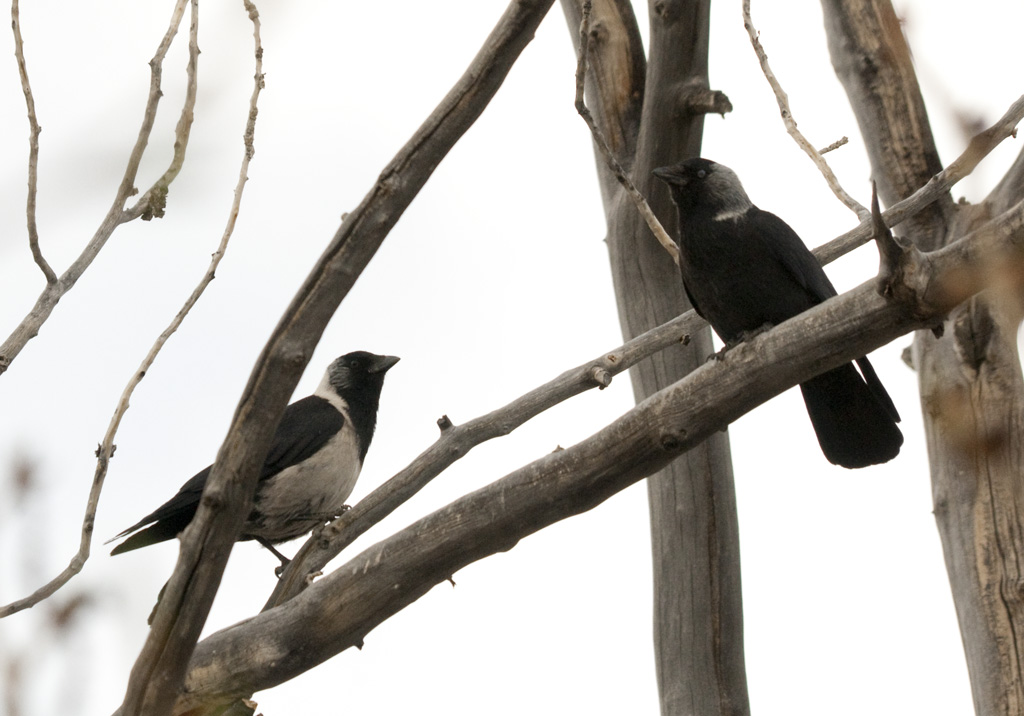
Az örvös csóka (balra) és a csóka (jobbra) találkozója, az Altaj-hegységnél
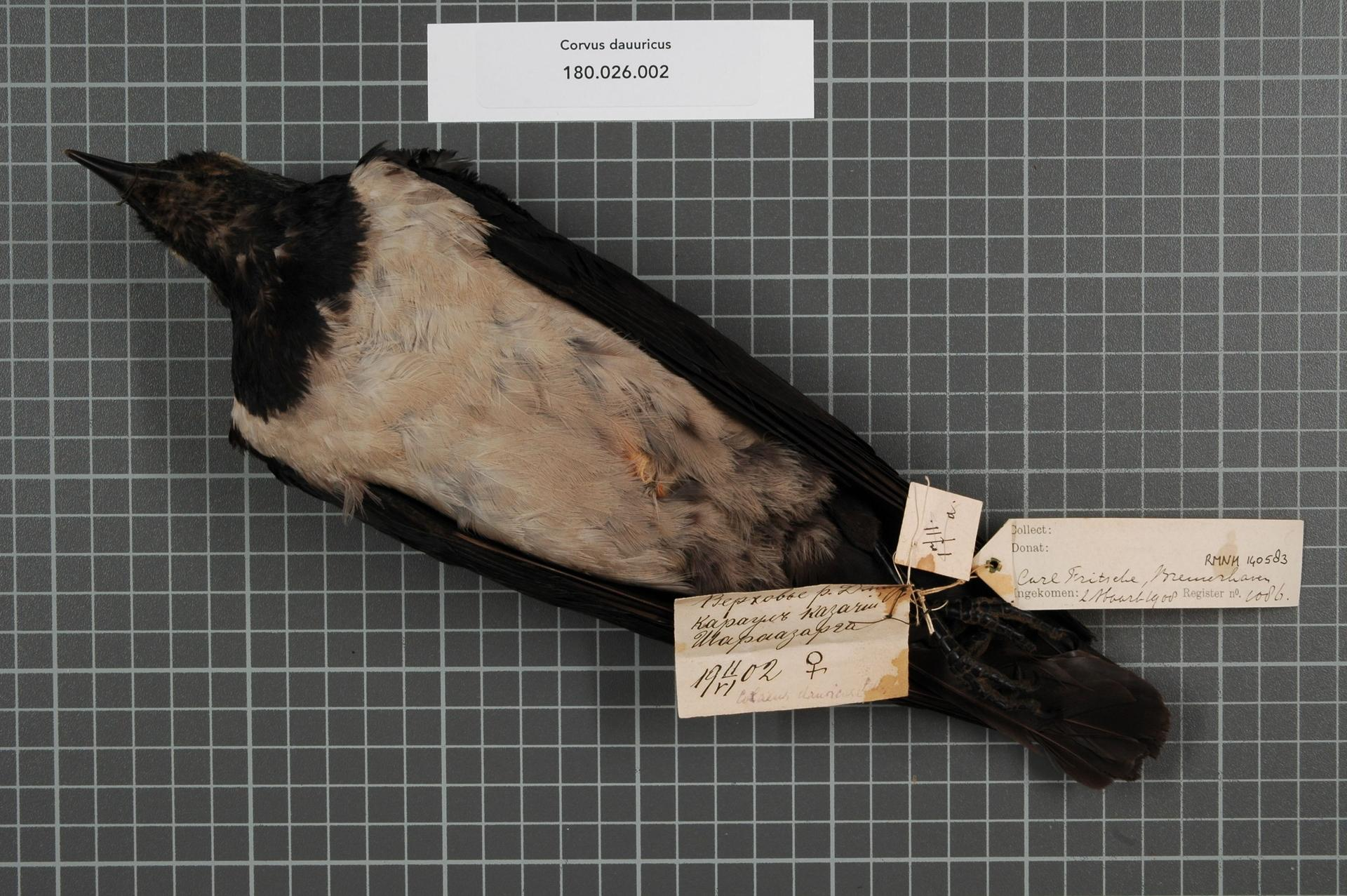
Kitömött
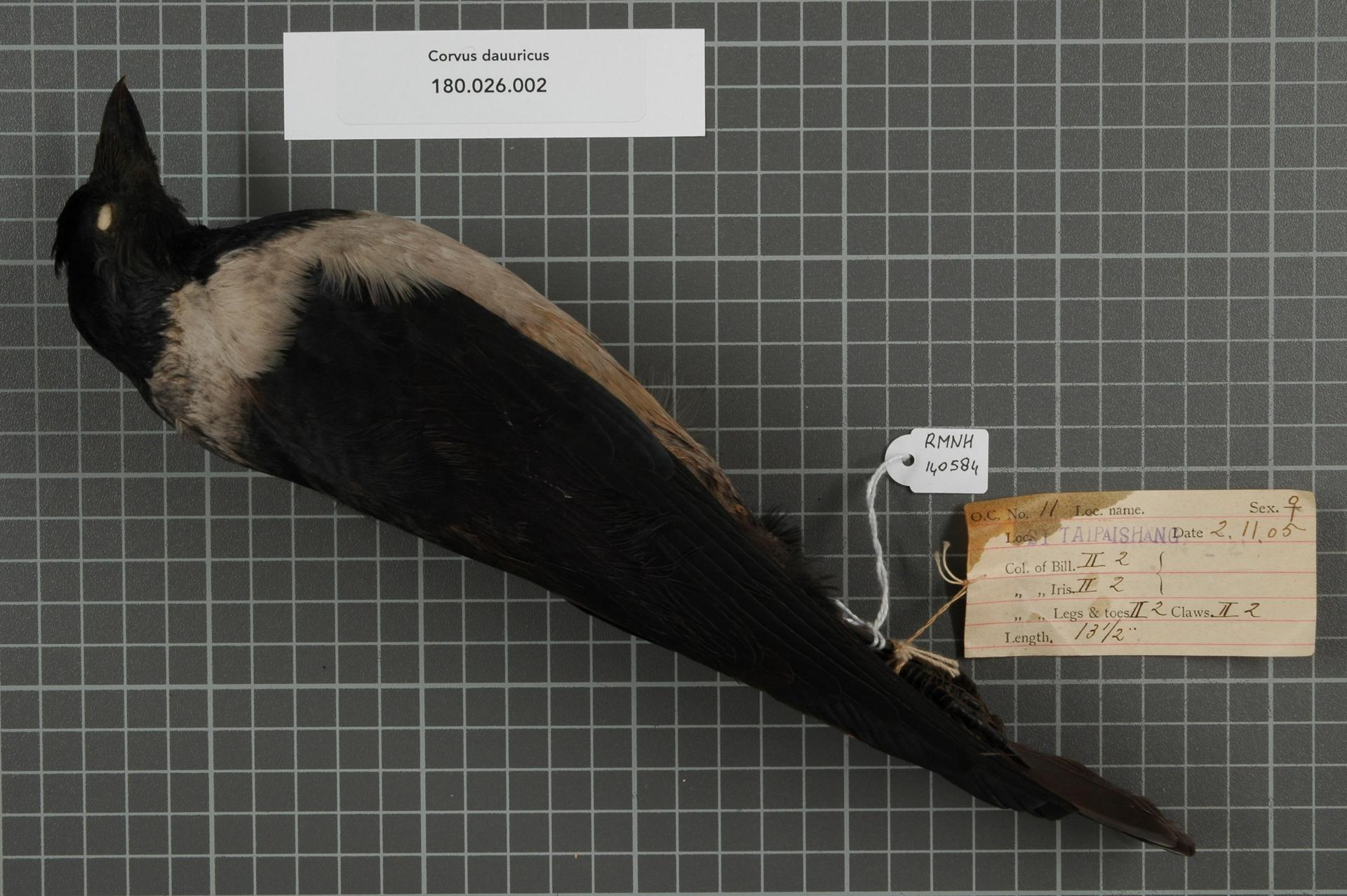
példányok
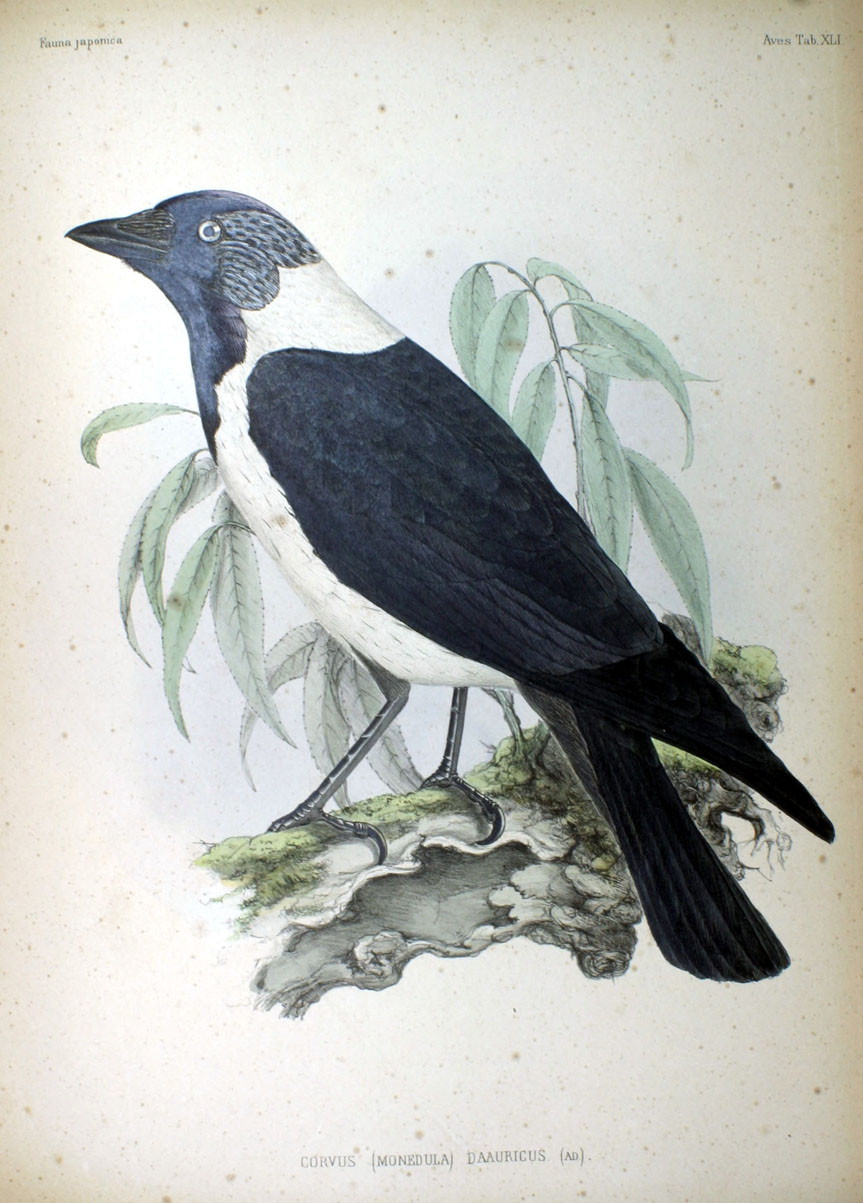
Rajz a madárról
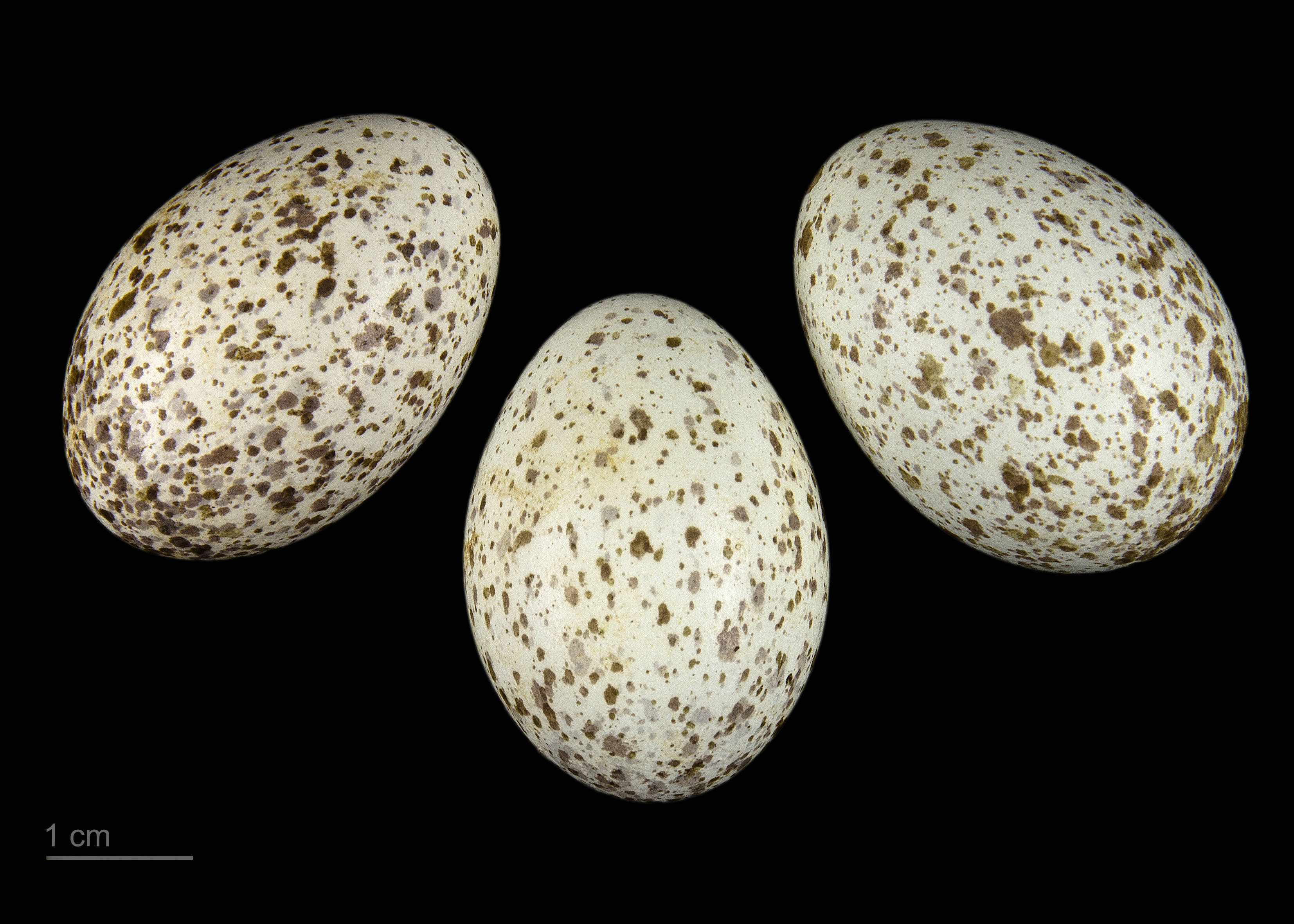
Coloeus dauuricus

### Fordítás
- Ez a szócikk részben vagy egészben  a   Daurian jackdaw című angol Wikipédia-szócikk ezen változatának fordításán alapul.  Az eredeti cikk szerkesztőit annak laptörténete sorolja fel. Ez a jelzés csupán a megfogalmazás eredetét és a szerzői jogokat jelzi, nem szolgál a cikkben szereplő információk forrásmegjelöléseként.